# Керівні копалини

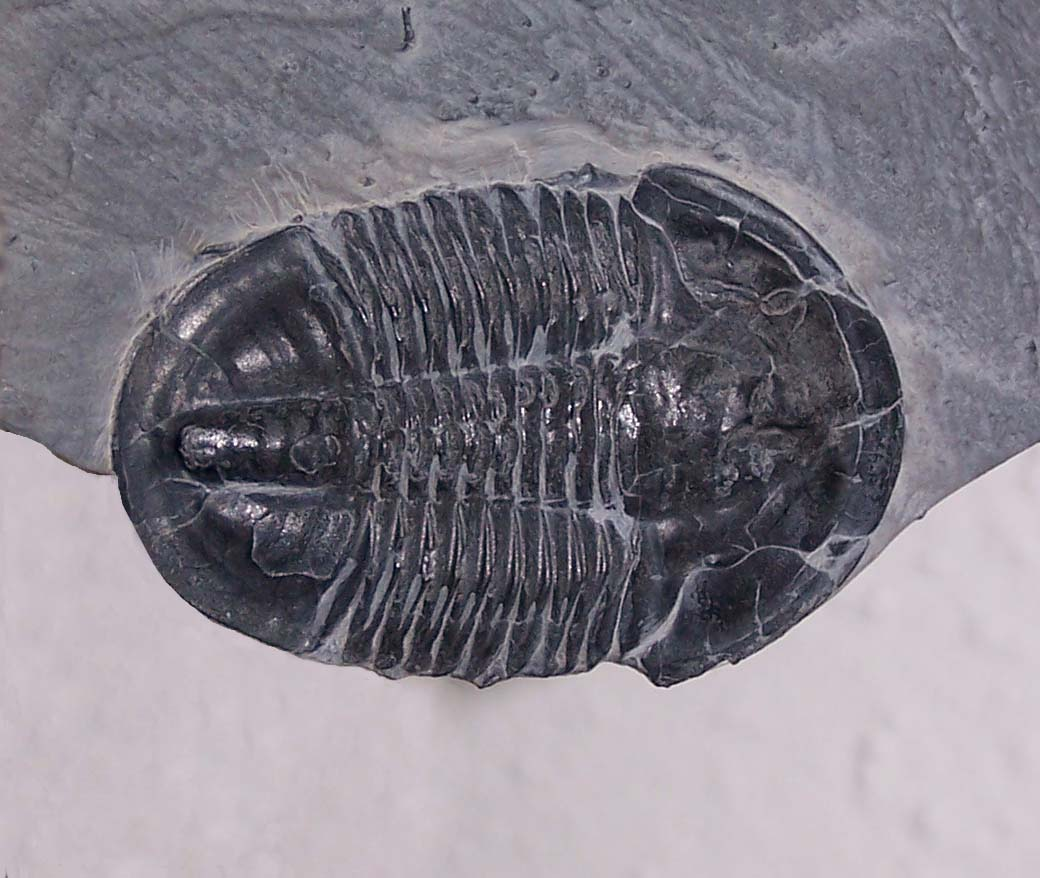
Трилобіти є керівними копалинами нижнього палеозою

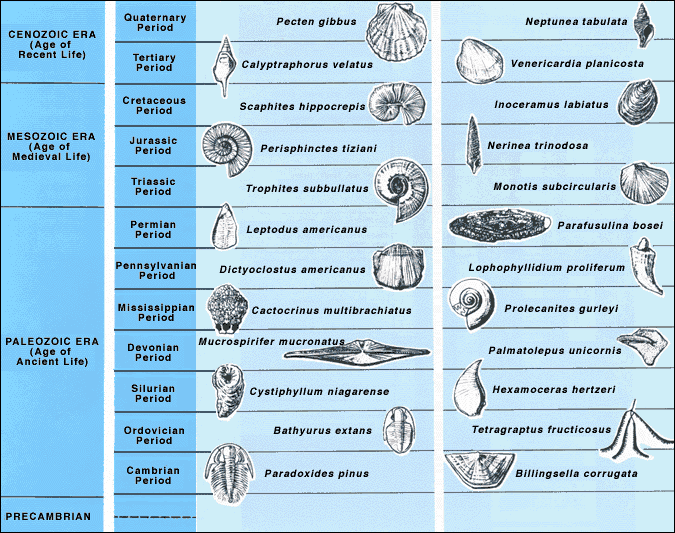
Приклади керівних копалин

Керівні́ копа́лини — представники флори або фауни, властиві певному геологічному періоду, і які не зустрічаються ні раніше, ні пізніше. Прикладами таких скам'янілостей є трилобіти, граптоліти, конодонти, амоніти, форамініфери.
При наявності в досліджуваній породі (розрізі) керівних копалин стає можливим визначити її відносний геологічний вік (так званий метод керівних копалин або палеонтологічний метод). Даний метод при всій своїй простоті має недоліки:
- інколи різні групи організмів мають схожу будову, але живуть в різний час;
- породи, сформовані в один і той самий час, але з різними місцевими кліматичними умовами, можуть містити різні набори скам'янілостей.

Таким чином, метод керівних копалин доцільно використовувати для визначення віку порід у комплексі з іншими методами (наприклад, радіоізотопним датуванням).

## Список головних керівних копалин
| Скам'янілість  | Назва                           | Період                      | Мільйонів років тому |
| -------------- | ------------------------------- | --------------------------- | -------------------- |
| Calico Scallop | Pecten gibbus Argopecten gibbus | Четвертинний період         | 1.8                  |
|                | Neptunea tabulata               | Четвертинний період         | 1.8                  |
|                | Viviparus glacialis             | Tiglian (Ранній плейстоцен) | 2.3–1.8              |
|                | Calyptraphorus velatus          | Третинний період            |                      |
|                | Venericardia planicosta         | Еоцен                       |                      |
| Scaphites      | Scaphites hippocrepis           | Крейдовий період            | 145–66               |
| Inoceramus     | Inoceramus labiatus             | Крейдовий період            |                      |
| Perisphinctes  | Perisphinctes tiziani           | Юрський період              |                      |
|                | Nerinea trinodosa               | Юрський період              |                      |
|                | Tropites subbullatus            | Тріасовий період            |                      |
|                | Monotis subcircularis           | Тріасовий період            |                      |
| Leptodus       | Leptodus americanus             | Пермський період            |                      |
| Parafusulina   | Parafusulina bosei              | Пермський період            |                      |
|                | Dictyoclostus americanus        | Пенсильваній                |                      |
|                | Lophophyllidium proliferum      | Пенсильваній                |                      |
|                | Cactocrinus multibrachiatus     | Міссісіпій                  |                      |
|                | Prolecanites gurleyi            | Міссісіпій                  |                      |
| Mucrospirifer  | Mucrospirifer mucronatus        | Девонський період           | 416–359              |
|                | Palmatolepis unicornis          | Девонський період           |                      |
|                |                                 | Силурійський період         |                      |
|                | Tetragraptus fructicosus        | Ордовицький період          |                      |
|                | Paradoxides                     | Кембрійський період         | 509–500              |
|                | Billingselia corrugata          | Кембрійський період         |                      |
|                | Археоціати                      | Нижній кембрій              | 529–509              |